# Lijst van voetbalinterlands Bulgarije - Georgië
Deze lijst van voetbalinterlands is een overzicht van alle officiële voetbalwedstrijden tussen de nationale teams van Bulgarije en Georgië. De landen hebben tot op heden acht keer tegen elkaar gespeeld. De eerste ontmoeting was een kwalificatiewedstrijd voor het Europees kampioenschap voetbal 1996 in Sofia op 12 oktober 1994. Het laatste duel, een groepswedstrijd van de UEFA Nations League 2022/23, vond plaats op 12 juni 2022 in Tbilisi.

## Wedstrijden
| №  | Plaats  | Datum            | Competitie                  | Wedstrijd           | Uitslag |
| -- | ------- | ---------------- | --------------------------- | ------------------- | ------- |
| 1  | Sofia   | 12 oktober 1994  | EK 1996 kwalificatie        | Bulgarije − Georgië | 2 − 0   |
| 2  | Tbilisi | 11 oktober 1995  | EK 1996 kwalificatie        | Georgië − Bulgarije | 2 − 1   |
| 3  | Sofia   | 12 november 2005 | Vriendschappelijk           | Bulgarije − Georgië | 6 − 2   |
| 4  | Tbilisi | 15 oktober 2008  | WK 2010 kwalificatie        | Georgië − Bulgarije | 0 − 0   |
| 5  | Sofia   | 14 oktober 2009  | WK 2010 kwalificatie        | Bulgarije − Georgië | 6 − 2   |
| 6  | Sofia   | 8 september 2021 | Vriendschappelijk           | Bulgarije − Georgië | 4 − 1   |
| 7  | Razgrad | 5 juni 2022      | UEFA Nations League 2022/23 | Bulgarije – Georgië | 2 – 5   |
| 8  | Tbilisi | 12 juni 2022     | UEFA Nations League 2022/23 | Georgië − Bulgarije | 0 − 0   |
| 9  | Tbilisi | 7 september 2025 | WK 2026 kwalificatie        | Georgië − Bulgarije |         |
| 10 | Sofia   | 18 november 2025 | WK 2026 kwalificatie        | Bulgarije − Georgië |         |

## Samenvatting
| Competitie          | Totaal gespeeld | Winst Bulgarije | Gelijk | Winst Georgië | Doelsaldo Bulgarije – Georgië |
| ------------------- | --------------- | --------------- | ------ | ------------- | ----------------------------- |
| WK-kwalificatie     | 2               | 1               | 1      | 0             | 6 − 2                         |
| EK-kwalificatie     | 2               | 1               | 0      | 1             | 3 − 2                         |
| UEFA Nations League | 2               | 0               | 1      | 1             | 2 − 5                         |
| Vriendschappelijk   | 2               | 2               | 0      | 0             | 10 − 3                        |
| Totaal              | 8               | 4               | 2      | 2             | 21 − 12                       |

Wedstrijden bepaald door strafschoppen worden, in lijn met de FIFA, als een gelijkspel gerekend.